# Дорда Ніна Іллівна
Ніна Іллівна Дорда (27 серпня 1924, Москва, СРСР — 26 лютого 2016, Москва, Російська Федерація) — радянська і російська естрадна співачка, сопрано. Заслужена артистка Росії (1995).

## Біографія
Ніна Дорда народилася в 1924 році в Москві. Батько — агроном, мати працювала лаборантом в Тимірязєвській академії. За спогадами Ніни Іллівни, сім'я жила в підвалі і відчувала постійний брак коштів. З початком війни батько був покликаний у РСЧА і в жовтні 1941 року зник безвісти під Єльнею.
Майбутня співачка рано проявила свій інтерес до вокалу. У 1937 році Ніна вступила в Центральну музичну школу при Московській консерваторії. У 1945 році була прийнята в оркестр при Центральному Будинку культури залізничників під управлінням Дмитра Покрасса.
З 1946 року Дорда — солістка-вокалістка Всесоюзного Гастрольно-Концертного Об'єднання (ВГКО). Виступала також в оркестрі ресторану готелю «Москва», де познайомилася з піаністом Михайлом Липським, за якого згодом вийшла заміж. М. Липський зробив чималий вплив на артистичну кар'єру подружжя, знайшовши для неї затребуваний сценічний образ.
У 1954 році Ніна Дорда приймає пропозицію вступити в джаз-оркестр Едді Рознера і, завдяки його великої і яскравої гастрольної програми, набуває популярності в країні.
За спогадами співачки, вона дозволяла собі «екстремальні» по тим часам вчинки. Зокрема, однією з перших москвичок сіла за кермо власної «Побєди», чим вразила уяву комсомольських та партійних активістів.
У 1960 році створює спільно з чоловіком новий оркестр і протягом двох десятиріч виступає в ньому солісткою, продовжуючи багато гастролювати по СРСР. Одночасно є солісткою Московського мюзик-холу, з яким гастролює в Північній і Латинській Америці, в Японії (1969—1970).
За оцінкою пострадянської критики, Ніна Дорда проявила себе як «жанрова» співачка. Виступаючи, вона уособлювала собою образ чарівної сучасної дівчини, її пісні звучали щиро, завзято, лукаво, сумно, але, головне, вони були про простое і близьке, зрозуміле кожному в залі, мелодії були доступні і швидко підхоплювалися публікою. Високий голос приємного тембру, м'яка задушевна манера виконання, соковитість і пустощі дозволили співачці завоювати щиру любов слухачів. Саме ці її якості викликали неприємні відгуки про співачку в радянській офіційній пресі.
У 1980-х роках Ніна Дорда припинила виступи, проте її творчість, як і раніше користувалась популярністю, а ряд її пісень здобули друге народження у виконанні інших вокалістів.
У 1993 році взяла участь в концерті пам'яті Едді Рознера «В компанії Едді Рознера».
У 1995 році Ніна Дорда виступила з групою «Мегаполіс».
У знак поваги до творчості й особистості співачки в 1995 році її удостоїли звання заслуженої артистки Росії.
Ніна Дорда стала прототипом співачки Віри Горді, героїні повісті Василя Аксьонова «Московська сага», за якою у 2004 році був знятий однойменний телесеріал, де роль Горді виконала Крістіна Орбакайте.
Проживала у Москві. Раптово померла у себе вдома 26 лютого 2016 року. Похована на Долгопрудненському кладовищі поруч з батьками.

## Творчість
Дебют співачки — пісня Дмитра Покрасса «Три жениха». Найбільш відомі пісні в репертуарі Ніни Іллівни — «Ландыши» (Оскар Фельцман на вірші О. Фадєєвої) і «Мой Вася» (О. Фельцман — Р. Ходосов), «Может быть» і «Мерелю» , Е. Рознера і Ю. Цейтліна, «В нашем городе дождь» і «Я люблю» Е. Колмановського і Є. Євтушенка, «Стиляга», Серые глаза", «Геологи» О. Пахмутової на вірші С. Гребеннікова і М. Добронравова, «Как провожают пароходы» А. Островського на вірші І. Шаферана та ін. Однією з перших Дорда включила в свій репертуар танго Оскара Строка, співала фронтову лірику.

### Репертуар
- А что солдату надо? (В. Соловйов-Сєдой — С. Фогельсон)
- Была весна (П. Креудер — Н. Коваль)
- В звёздный вечер (І. Якушенко — Г. Регістан)
- Весенняя песенка (А. Островський — О. Фадєєва)
- Весна в парке (О. Фельцман — І. Фінк)
- Где же тут любовь (А. Ешпай — Г. Регістан)
- Для вас, влюблённых (К. Молчанов — Г. Регістан)
- До свиданья, друзья (А. Островский — Л. Ошанін)
- Доброй ночи, москвичи (В. Мещерін — Г. Фере)
- Жду любви (Т. Хренніков — Є. Шатуновський)
- Здравствуй, город дорогой (М. Кажлаєв — Н. Алієв])
- Кто-то, где-то (?)
- Ландыши (О. Фельцман — О. Фадєєва)
- Лунной тропой (А. Островський — Г. Регістан)
- Майское утро (В. Людвіковський — В. Драгунський)
- Мерелю (Е. Рознер — Ю. Цейтлін)
- Мой Вася (О. Фельцман — Г. Ходосов)
- Мой милый (А. Островський — Ю. Цейтлін)
- Над Москвою рекой и над Вислой (А. Лепін — М. Матусовський)
- Наша улица [А. Цфасман — В. Драгунський, Л. Давидович)
- Не встретимся (А. Островський — І. Кашежева)
- Непонятные слова (Б. Меррілл — М. Липський)
- Ну, улыбнись (Д. Львов-Компанєєц — В. Гурьянов
- Ну что тебе сказать про Сахалин? (Я. Френкель — М. Танич)
- Озорница (Доменіко Модуньйо)
- Первый лёд (Плачет девочка в автомате) (О. Фельцман — А. Вознесенський)
- Песня остаётся с человеком (А. Островський — С. Островой)
- Поезда (О. Фельцман — М. Матусовський)
- Последние кочевники (О. Фельцман — Н. Олєв)
- Продавщица игрушек (Є. Птічкін — О. Фадєєва)
- Прости (А. Бабаджанян — Г. Регістан)
- Синие сумерки (Т. Бромберг — Й. Алешковський)
- Синий вечер подари (О. Зацепін — Л. Кривощоков)
- Старый клён (А. Пахмутова — М. Матусовський)
- Субботний вечерок (С. Туліков — В. Харитонов)
- Ты скажи мне, расскажи, река (О. Зацепін — Л. Кривощоков)
- Улетают лётчики (М. Федін — І. Шамов)
- Ходит песенка по кругу (О. Фельцман — М. Танич, І. Шаферан)
- Ягнёнок (С. Агабабов — М. Гаїрбеков)
- Ясная ночь (В. Мещерін — Г. Фере)